# Afrique française libre
Pour les articles homonymes, voir AFL.
1940–1944
L'Afrique française libre est l'entité politique rassemblant les territoires d'Afrique française successivement ralliés à la France libre du général de Gaulle, à partir d'août 1940, pendant la Seconde Guerre mondiale, pour continuer la lutte contre les forces de l'Axe. 
Elle offre une assise politique et territoriale à la France libre et fortifie la position internationale du général de Gaulle. Elle participe largement à l'effort de guerre par son financement de la Résistance française, par la contribution humaine de ses nombreux soldats aux Forces françaises libres, et par l'exploitation militaire de ses installations et de ses territoires.
Par sa situation géographique, l'Afrique française libre offre un atout considérable aux Alliés, favorisant les opérations militaires à partir du Tchad dans le cadre de la guerre du Désert, comme facilitant les communications à travers le continent, les colonies britanniques pouvant désormais communiquer entre elles.

## Historique et territoires

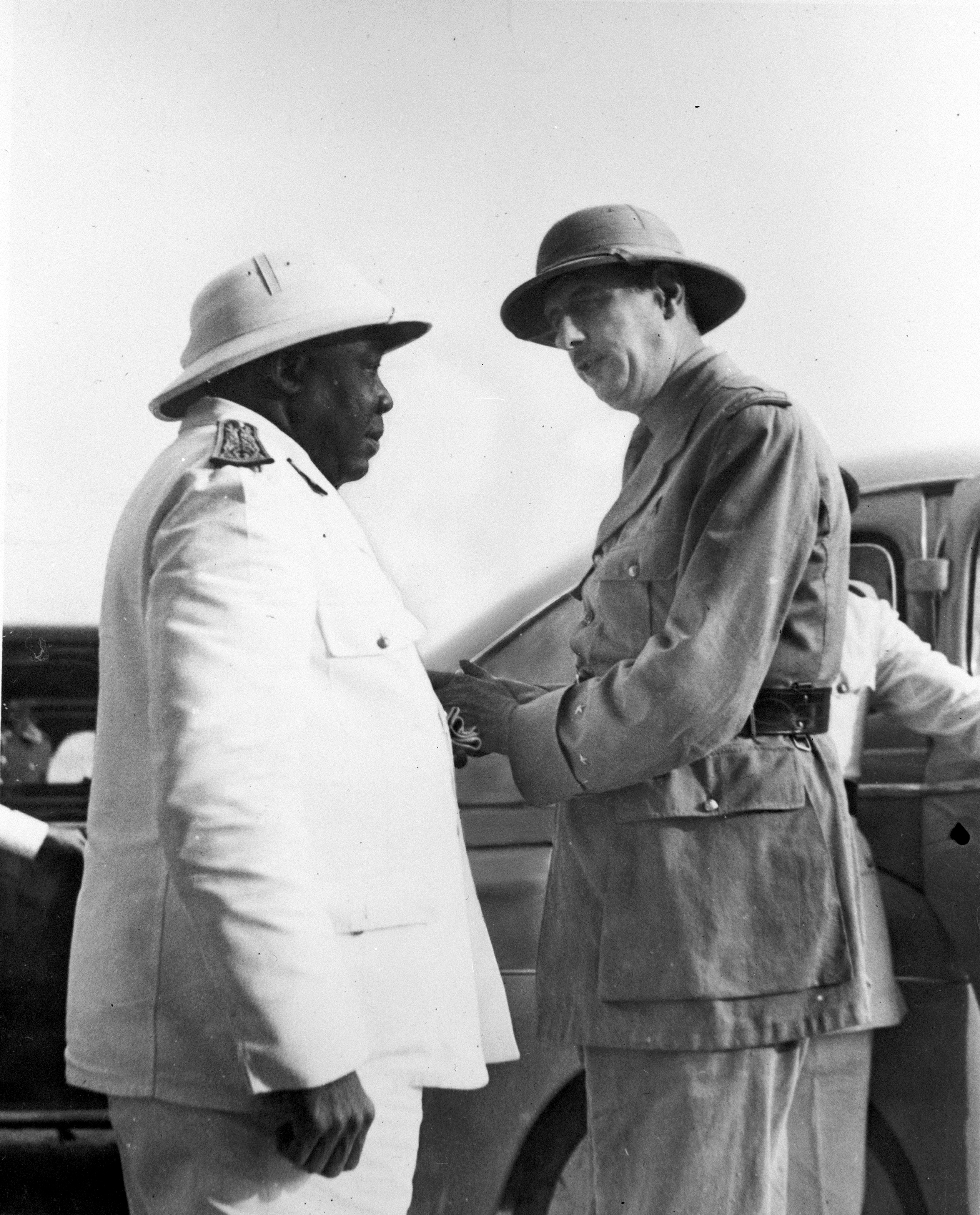
Félix Éboué, premier gouverneur à rallier la France libre, et Charles de Gaulle.

Pendant la Seconde Guerre mondiale, lors l'Appel du 18 Juin et des jours suivants, le général de Gaulle appelle à poursuivre la lutte, en se basant sur le « vaste empire » dont la France dispose, notamment en Afrique.
Le général Noguès, commandant en chef des forces françaises d'Afrique française du Nord (AFN), après plusieurs discours manifestant sa volonté de continuer le combat, change d'avis et décide finalement d'y renoncer ; il soutient Pétain et le régime de Vichy. L'Afrique-Occidentale française (AOF) fait de même, la bataille de Dakar ayant échoué à forcer son ralliement.
En revanche l'Afrique-Équatoriale française (AEF) se rallie progressivement à la France libre. Le premier initiateur de ce ralliement est Félix Éboué, gouverneur de la colonie française du Tchad. Dès le 3 juillet 1940, il manifeste sa volonté de poursuivre la lutte en écrivant dans ce sens au général de Gaulle. Le 26 août, soutenu par le colonel Marchand et par Henri Laurentie, il proclame officiellement le rattachement du Tchad à la France libre.
Ce premier ralliement est d'importance : il permet à la France libre de disposer d'un territoire, d'y exercer sa pleine souveraineté, de bénéficier des contributions publiques, de lever des troupes.
Le même jour que le ralliement officiel du Tchad, une petite expédition commandée par Leclerc, autoproclamé colonel pour la circonstance, débarque à Douala. Il en prend le contrôle le lendemain, 27 août, et obtient ainsi le ralliement du Cameroun français à la France libre. Les jours suivants, le Congo français est rallié le 28 août par le colonel de Larminat, puis c'est le tour de l'Oubangui-Chari (actuelle République centrafricaine) de rallier la France libre. Le 29 août, le colonel de Larminat crée le gouvernement de l'Afrique française libre.
Le Gabon ne suit d'abord pas le mouvement des ralliements à la France libre, et reste fidèle à Vichy. En novembre 1940, une offensive des Français libres dirigés par Leclerc, après des combats du 9 au 11 novembre, force le ralliement du Gabon.
C'est alors la totalité de l'Afrique-Équatoriale française (AEF), plus le Cameroun français, qui forment l'Afrique française libre. Celle-ci  est érigée en Haut-commissariat le 12 novembre. Brazzaville en devient la capitale.

## Assise politique de la France libre, organisation

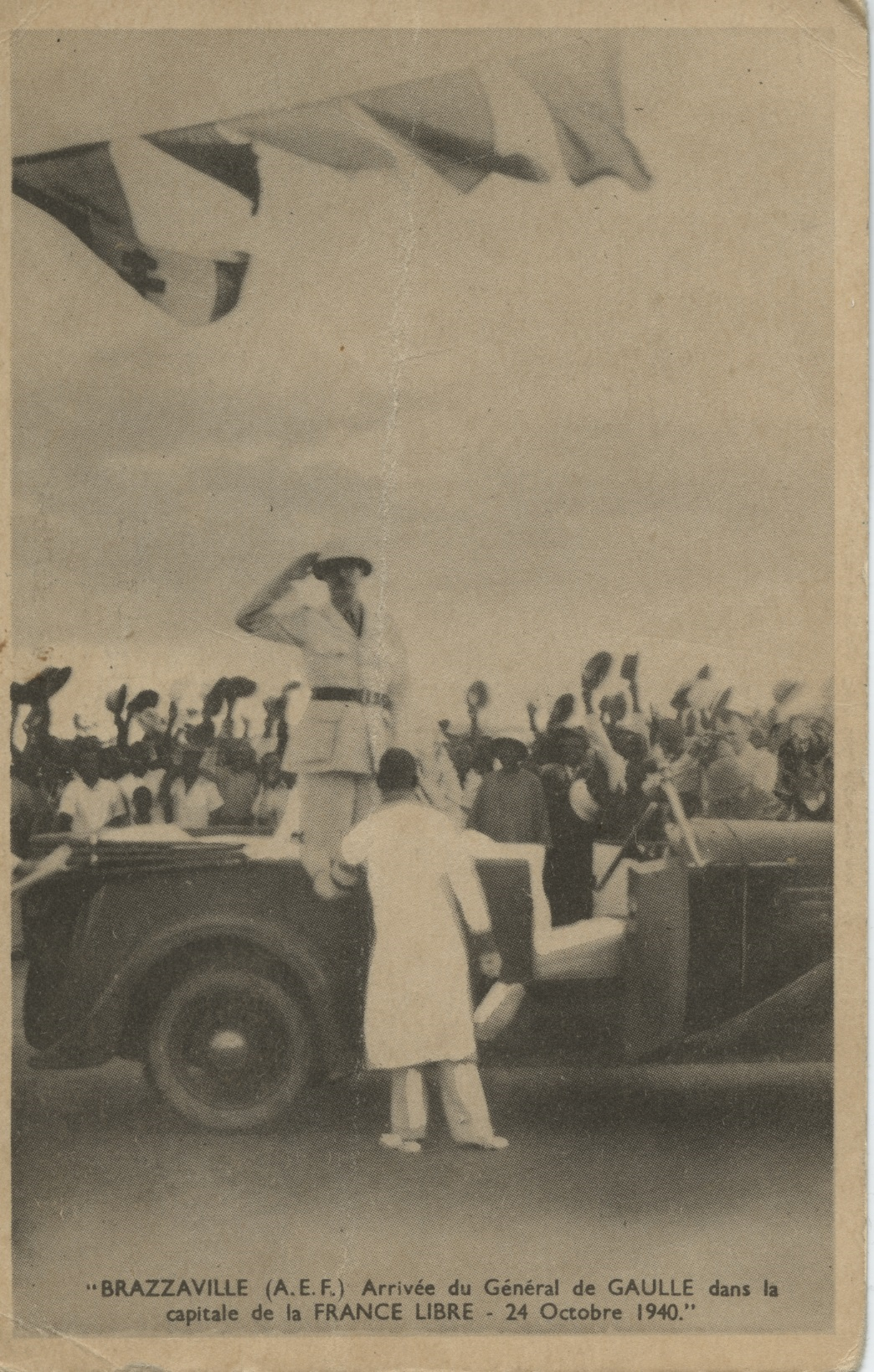
De Gaulle arrive à Brazzaville, sa capitale.

Sur le vaste territoire de l'Afrique française libre, comprenant l'AEF et le Cameroun français, de Gaulle peut exercer sa pleine responsabilité de chef de la France libre, à l'égal d'un chef d'État. 
Après être passé par Douala au Cameroun et par le Tchad, il arrive le 24 octobre 1940 à Brazzaville, qui était déjà le siège du gouvernement du Congo français, et le siège du gouvernement général de l'AEF. 
Brazzaville devient sa capitale, la capitale de l'Afrique française libre et de toute la France libre. Elle restera la capitale jusqu'en 1943, quand Alger prendra la suite.
Charles de Gaulle peut y exercer ses fonctions régaliennes. C'est à Brazzaville qu'il signe les premiers décrets et ordonnances qui organisent la France libre. 
Il y crée le 27 octobre 1940 le Conseil de défense de l'Empire. Cet organe est l'embryon du premier gouvernement de la France libre, et a pour but « la conduite générale de la guerre en vue de la libération de la patrie ». La Grande-Bretagne le reconnaît en janvier 1941.
Charles de Gaulle y institue aussi l'ordre de la Libération, le 16 novembre 1940.
C'est là aussi que de Gaulle donne les instructions secrètes pour la Force L du colonel puis général Leclerc, c'est l'embryon de la future 2e BD.
Radio-Brazzaville devient la radio officielle de la France libre.
L'administration des territoires conserve dans un premier temps le mode de fonctionnement administratif antérieur. Le nouveau gouverneur général de l'AEF est Félix Éboué, le gouverneur qui avait le premier rallié la France libre. Il commence par suivre le mode de fonctionnement antérieur avant de promouvoir une politique de réformes de fond, voulant se baser sur un principe d'association, et non plus d'assimilation. Cette politique veut aussi respecter les « institutions naturelles ». Éboué réunit régulièrement les responsables des colonies françaises, notamment le 30 janvier 1944, dans l'objectif de l'« Union française » comportant un nouveau mode de relations avec la métropole.
Le syndicalisme est à nouveau autorisé en 1943. Cela permet aux victimes des abus d'injustices administratives dans les colonies, ou d'abus, de faire entendre leur voix.
L'Afrique française libre perdra le premier plan après le débarquement américain de novembre 1942 en Afrique du Nord, quand Alger deviendra la nouvelle capitale de la France libre en 1943, et que seront réunies l'AFN, L'AOF et l'AEF.

## Contribution à l'effort de guerre

### Contribution humaine et militaire
Les populations de l'Afrique française libre sont fortement mises à contribution. Dix bataillons de marche y sont constitués de décembre 1940 à janvier 1943, chacun composé de six cents à huit cents hommes. Au prix de lourdes pertes, ils se distinguent sur les différents champs de bataille. 
Le bataillon de marche no 2, ou bataillon de l'Oubangui-Chari, s'illustre particulièrement à la bataille de Bir-Hakeim, il est la première unité terrestre à devenir compagnon de la Libération. Le bataillon de marche no 3, du Tchad, est le seul des forces françaises à prendre une part active à la campagne d'Érythrée.
Ces bataillons participent aussi à la campagne de Syrie, interviennent à Djibouti et à Madagascar. Ils forment le tiers des effectifs français engagés dans la campagne de Cyrénaïque.
C'est à Fort-Lamy, au Tchad, que Leclerc concentre les troupes de sa « Force L », la future 2e DB, avec des hommes venant du Cameroun ou recrutés au Tchad et ailleurs, autour des 3 000 hommes du régiment de tirailleurs sénégalais du Tchad, dans l'objectif de remonter plein nord à travers le désert, pour les opérations en Libye contre les forces italiennes. Leclerc se servira du Tchad comme base arrière de ses opérations et comme base de soutien logistique, de janvier 1941 jusqu'en janvier 1943. En 1944, l'Armée française de la Libération reconstituée en Afrique du Nord est renforcée par 4 000 combattants africains de la brigade mixte d'Afrique française libre.
Le total des Africains envoyés sur les différents théâtres d'opérations est estimé à 21 100 hommes de troupe, de l'Armée de terre.
Charles de Gaulle souhaite récompenser comme il se doit les Africains ayant combattu pour la France libre. Pour l'attribution des croix de la Libération, portant attribution de la qualité de compagnon de la Libération, il demande une large représentation de l'Afrique noire, « environ deux cents [dossiers] pour l'Afrique française libre », mais seuls quinze dossiers aboutiront pour des Africains.

### Infrastructures
La situation militaire stratégique de l'Afrique française libre offre à la France libre et aux Alliés une vaste base d'appui et de communications au cœur de l'Afrique. 

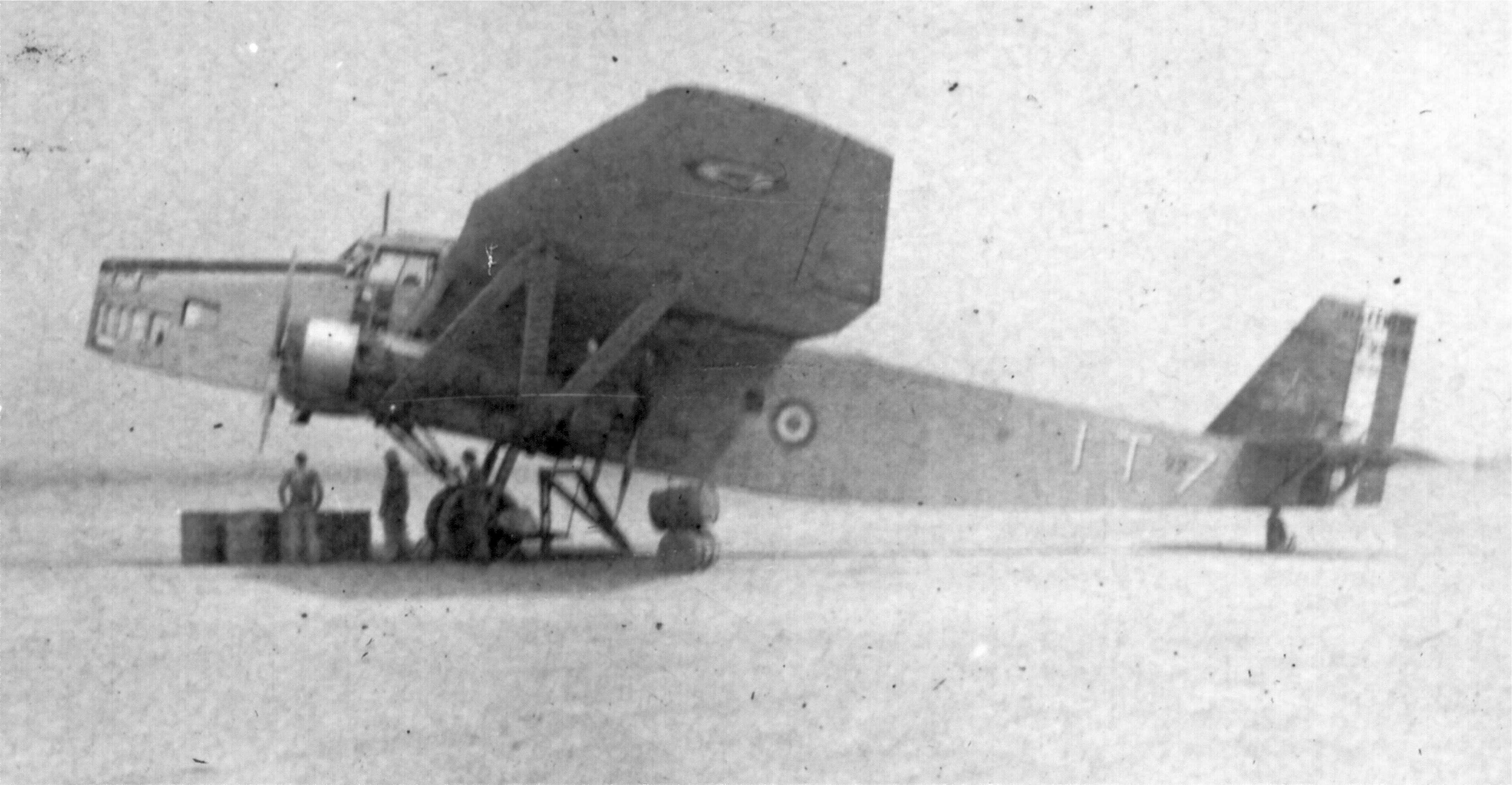
Avion de transport Farman F.222 ex-vichyste en Afrique en 1943.

En conséquence, les aéroports et les autres infrastructures sont largement développés. Sept aéroports sont rénovés ou construits, dont celui de Fort-Lamy au Tchad et celui de Pointe-Noire au Congo français, terminé en 1942. La ligne aérienne Brazzaville-Beyrouth est mise en service en octobre 1941. 
Les avions des forces aériennes alliées arrivent en pièces détachées, dans des caisses, montés à Takoradi dans la Côte-de-l'Or et transitent par le Tchad, où ils peuvent maintenant faire escale au nouvel aérodrome de Fort-Lamy, avant de gagner le théâtre d'opérations du Moyen-Orient. Vingt mille avions volent en Afrique française libre ou la traversent ; trois mille avions atterrissent à Fort-Lamy en 1942.
Les infrastructures routières sont elle aussi renforcées. De nouvelles routes sont construites, totalisant 10 000 kilomètres. Les principales priorités sont d'ordre militaire, vers les fronts d'opérations. Ce sont l'axe Douala-Bangui-Jubba, joignant l'Éthiopie et les fronts de la campagne d'Afrique de l'Est ; l'axe transversal Bangui-Fort-Lamy, praticable en toute saison ; et l'axe de Fort-Lamy à Faya-Largeau pour le front des opérations en Libye et la guerre du Désert.

### Contribution économique
L'Afrique équatoriale française est surnommée « la Cendrillon » des possessions françaises d'Afrique, étant moins riche que l'Afrique du Nord ou que l'Afrique occidentale française. Les quatre territoires qui la composent sont d'inégale importance. Le  Tchad possède de vastes régions de steppes et de montagnes, surtout utiles d'un point de vue militaire. Le Gabon et le Congo français produisent des oléagineux et du bois. La population est assez importante en Oubangui-Chari et au Tchad. Le chemin de fer « Congo-Océan » assure les transports jusqu'au port de Pointe-Noire.
Le Cameroun français, qui ne faisait pas partie de l'AEF, a rejoint la France libre fin août 1940. Il est comparativement plus riche, avec une production considérable et variée, comportant les agrumes, le cacao, des palmistes du bois et diverses autres ressources. Son potentiel démographique est également important, avec déjà 2,4 millions d'habitants en 1936.
Financièrement, l'apport de ces territoires de l'Afrique française libre est considérable. Outre les impôts, ils souscrivent successivement aux principaux emprunts : l'emprunt africain en 1942 et 1943, l'Aide à la Résistance en 1943 également, puis l'année suivante la souscription pour les prisonniers et les déportés, enfin le « milliard de la Libération » en 1945.
Des accords économiques sont passés avec la Grande-Bretagne : le 21 janvier 1941 pour le Cameroun, et le 21 mai suivant pour l'AEF. Ces accords permettent de régulariser les opérations économiques et commerciales, de favoriser les canaux de distribution et d'exportation de la production, notamment concernant les récoltes de café, d'huile de palme, de latex, de coton, les produits de l'élevage, et la production minière.
En contrepartie des importants efforts économiques consentis, l'Afrique française libre bénéficie d'un net développement. Mais ce sont surtout les négociants et les cadres administratifs qui en bénéficient, plus que le reste de la population.